# Kartoffelkäse
Il Kartoffelkäse o Erdäpfelkäse (letteralmente: formaggio di patate) è un piatto tipico dell'area bavarese ed austriaca. È particolarmente diffuso in Bassa Baviera, Austria Interiore e Austria occidentale.
Non contiene affatto formaggio: deve il nome alla sua consistenza, simile a quella di un formaggio spalmabile.
Le patate bollite vengono schiacciate con della cipolla tritata finemente (in rapporto di 3 a 1), e quindi mescolate con la panna acida fino ad ottenere un composto spalmabile. Questo viene poi insaporito con sale, pepe, cumino e prezzemolo secondo i gusti. In alcune zone vengono aggiunti anche aglio o erba cipollina. In altre viene aggiunto all'impasto un uovo, che rende tuttavia il Kartoffelkäse conservabile assai meno a lungo.
Il composto viene spalmato su una fetta di pane e servito come merenda, accompagnato da latte, birra o mosto.